# Terlangu (Brebes)
Terlangu is een bestuurslaag in het regentschap Brebes van de provincie Midden-Java, Indonesië. Terlangu telt 4846 inwoners (volkstelling 2010).